# Perșotravnivka, Domanivka
Perșotravnivka (în ucraineană Першотравнівка) este un sat în comuna Mostove din raionul Domanivka, regiunea Mîkolaiiv, Ucraina.

## Demografie
Componența lingvistică a localității Perșotravnivka
     Ucraineană (94,44%)
     Română (5,56%)
Conform recensământului din 2001, majoritatea populației localității Perșotravnivka era vorbitoare de ucraineană (94,44%), existând în minoritate și vorbitori de română (5,56%).